# Kontrollratsgesetz Nr. 45
Das Kontrollratsgesetz Nr. 45 aus dem Jahr 1947 ist ein Gesetz des Alliierten Kontrollrats, mit dem das Reichserbhofgesetz von 1933 einschließlich aller zusätzlichen Gesetze, Ausführungsvorschriften, Verordnungen und Erlasse aus der Zeit des Nationalsozialismus aufgehoben und die am 1. Januar 1933 in Kraft gewesenen Gesetze über Vererbung von Liegenschaften durch gesetzliche Erbfolge oder Verfügung von Todes wegen wieder in Kraft gesetzt wurden.
Für den Bereich der Britischen Besatzungszone wurde aufgrund der Ermächtigung in Art. XI des Kontrollratsgesetzes Nr. 45 die Höfeordnung erlassen, die als Bundesrecht fortwirkt.

## Hintergrund
Das Reichserbhofgesetz hatte nach der nationalsozialistischen Blut-und-Boden-Ideologie die Erbteilung und die Vertrags- und Verfügungsfreiheit der Bauern eingeschränkt und den Bauernstand von ungeeigneten Elementen nach Rassevorstellungen gesäubert. Die Diskussionen über die Änderung oder Aufhebung dieses Gesetzes zog sich in die Länge. Das oberste Ziel, die Sicherung der Lebensmittelproduktion war Konsens. Aber man befürchtete durch die freie Verfügbarkeit des Bodens, Spekulationen zu befördern und durch die, mit einer Erbteilung einhergehende Zersplitterung oder im Fall von Ausgleichszahlungen notwendige Finanzierung, die Landwirtschaft zu schwächen. Das dann verabschiedete KRG 45 gab lediglich Eckwerte für nachfolgende Ausführungsgesetze an und war somit ein ausfüllungsbedürftiges Rahmengesetz. Der Rechtsverkehr unter Lebenden orientierte sich an der grundsätzlichen Bindungslosigkeit des Grundeigentums. Bezüglich der Erbfolge wurde der Rechtszustand vor der NS-Zeit wiederbelebt, der auf dem BGB und einer Vielzahl – teils sogar antiquierter – regionaler und lokaler Bestimmungen beruhte. Den Zonenbefehlshabern wurde in Art. XI das Recht auf zonenindividuelle Durchführungsverordnungen zugebilligt, um das Gesetz konsensfähig zu machen.